# بستن حلقه
بستن حلقه (به انگلیسی: Closing the Ring) یک فیلم درام عاشقانه به کارگردانی ریچارد اتنبرا محصول سال ۲۰۰۷ آمریکا است.

## بازیگران
- شرلی مک‌لین در نقش ایتل ان
- کریستوفر پلامر در نقش جک
- میشا بارتون در نقش ایتل ان رابرتز جوان
- گرگوری اسمیت در نقش جک جوان
- استیون امل در نقش تدی گوردون
- نو کمبل در نقش ماری
- پیت پاستویت در نقش مایکل کوینلان
- جان تراورز در نقش مایکل کوینلان جوان
- برندا فریکر در نقش مادربزرگ ریلی
- مارتین مک‌کن در نقش جیمی ریلی
- دیوید آلپی در نقش چاک هریس
- لایکه اندرسون در نقش سرباز در حال مرگ
- ایان مک‌الینی در نقش کتال توماس
- کریس بنسون در نقش کلانتر محله
- ایان بیتی